# Nogal (Santiago del Collado)
Nogal es una localidad española del municipio abulense de Santiago del Collado, en la comunidad autónoma de Castilla y León.

## Historia
Hacia mediados del siglo XIX, la localidad, perteneciente ya por entonces al término municipal de Santiago del Collado, era mencionada como un barrio y tenía 12 casas. Aparece descrita en el decimosegundo volumen del Diccionario geográfico-estadístico-histórico de España y sus posesiones de Ultramar de Pascual Madoz de la siguiente manera:

NOGAL: barrio en la prov. de Avila, part. jud. de Piedrahita, térm. jurisd., y uno de los que componen el l. de Santiago del Collado, en cuyo pueblo estan incluidas las circunstancias de su localidad, pobl. y riqueza (V.). Tiene 12 casas.
(Madoz, 1849, p. 171)

En 2021 la localidad tenía 13 habitantes censados.